# Cornelia Neuhaus
Nele Neuhaus, właściwie Cornelia Neuhaus; z domu Löwenberg (ur. 20 czerwca 1967 w Münster w Westfalii) – niemiecka pisarka, autorka kryminałów i książek dla młodzieży.

## Życiorys
Nele Neuhaus urodziła się w 1967 jako drugie dziecko w rodzinie Löwenbergów. Dorastała w Paderborn. Kiedy jej ojciec, Bernward Löwenberg, został starostą powiatu Men-Taunus, Nele Neuhaus w wieku 11 lat zamieszkała z rodziną w rejonie gór Taunus. Pisała od wczesnego dzieciństwa. Po maturze studiowała prawo, germanistykę i historię, jednak zrezygnowała ze studiów po kilku semestrach, by podjąć pracę w agencji reklamowej, a następnie pomagać mężowi w zakładach przetwórstwa mięsnego.
Po rozstaniu z mężem w 2011 r. mieszka z partnerem w miasteczku położonym na skraju gór Taunus.
Nele Neuhaus jest członkiem stowarzyszenia pisarzy „Das Syndikat”. Jest także patronką domu dla dziewcząt FeM Mädchenhaus we Frankfurcie nad Menem. Za pierwsze honorarium założyła fundację wspierającą czytelnictwo wśród dzieci – „Nele-Neuhaus-Stiftung”; celem fundacji jest pomoc w rozwoju umiejętności czytania, pisania i mówienia u dzieci i młodzieży.
Mimo że podejmowała próby pisarskie już w dzieciństwie, to dopiero w 2005 r. opublikowała – własnym sumptem – pierwszą powieść. Pozytywne przyjęcie przez czytelników skłoniło ją do powtórnej próby i w ten sposób w książce Eine unbeliebte Frau została „powołana do życia” para bohaterów – policjantów, którzy pojawili się w kolejnych powieściach pisarki. Seria kryminałów z komisarzami Oliverem von Bodensteinem i Pią Kirchhoff przyniosła autorce światową sławę. Kryminały przetłumaczono na 20 języków, m.in. włoski, hiszpański, holenderski, koreański, rosyjski, brazylijski, polski, chiński, czeski, chorwacki, grecki i angielski. Akcja powieści rozgrywa się w malowniczych okolicach gór Taunus, np. w położonych na południowych stokach miasteczkach Königstein i Kronberg. Kryminał Śnieżka musi umrzeć trzy dni po ukazaniu się na rynku niemieckim w lipcu 2010 znalazł się na liście bestsellerów TOP20 tygodnika „Der Spiegel” i uplasował się wysoko na liście najlepiej sprzedających się książek Amazon.com. Od 2011 wszystkie kryminały znajdują się na liście bestsellerów tygodnika „Der Spiegel” – TOP50.
Wiosną 2011 w wydawnictwie Thienemann ukazał się pierwszy tom powieści dla młodzieży w serii „Elena” – Elena. Wygrać z losem. Drugi tom wydano już w lipcu 2011. W lutym i październiku 2012 czytelnicy otrzymali dwie części opowieści o koniach pt. Charlottes Traumpferd. Kiedy w roku 2013 wyszedł trzeci tom przygód Eleny, nakład został wyprzedany w ciągu jednego dnia.
Piąta część serii kryminalnej o Bodensteinie i Kirchhoff pt. Kto sieje wiatr ukazała się 13 maja 2011 i od razu uplasowała się na pierwszym miejscu listy bestsellerów tygodnika „Der Spiegel”, podobnie jak debiutancki thriller Neuhaus, Unter Haien – wydany ponownie w marcu 2012 przez wydawnictwo Ullstein. W październiku 2012 ukazał się szósty kryminał pt. Zły wilk, po raz pierwszy w twardej oprawie. Ta książka również zajęła pierwsze miejsce na listach bestsellerów.
W roku 2013 niemiecka telewizja ZDF wyemitowała adaptacje filmowe dwóch powieści (Śnieżka musi umrzeć i Eine unbeliebte Frau) z Felicitas Woll i Timem Bergmannem w rolach głównych. W 2014 ZDF pokazała ekranizację Przyjaciół po grób.

## Twórczość
- Unter Haien, Monsenstein und Vannerdat, Münster 2005; Ullstein, Berlin 2012
- Ostatnie lato w Nebrasce (Sommer der Wahrheit), Ullstein, Berlin 2014 (wydana pod nazwiskiem Nele Löwenberg); Media Rodzina, Poznań 2015 (tłum. Anna i Miłosz Urbanowie), ISBN 978-83-8008-119-2.
- Straße nach Nirgendwo, Ullstein Taschenbuch Verlag, Berlin 2015 (wydana pod nazwiskiem Nele Löwenberg)

### Seria kryminałów z parą policjantów, Oliverem von Bodenstein i Pią Kirchhoff
- Nielubiana (Eine unbeliebte Frau), Monsenstein und Vannerdat, Münster 2006; Media Rodzina, Poznań 2016 (tłum. Anna i Miłosz Urbanowie), ISBN 978-83-8008-198-7.
- Przyjaciele po grób (Mordsfreunde), Monsenstein und Vannerdat, Münster 2007; Media Rodzina, Poznań 2013 (tłum. Anna i Miłosz Urbanowie), ISBN 978-83-7278-912-9.
- Głębokie rany (Tiefe Wunden), List, Berlin 2009; Media Rodzina, Poznań 2013 (tłum. Anna i Miłosz Urbanowie), ISBN 978-83-7278-857-3.
- Śnieżka musi umrzeć (Schneewittchen muss sterben),  List, Berlin 2010; Media Rodzina, Poznań 2013 (tłum. Anna i Miłosz Urbanowie), ISBN 978-83-7278-803-0.
- Kto sieje wiatr (Wer Wind sät), Ullstein, Berlin 2011; Media Rodzina, Poznań 2014 (tłum. Anna i Miłosz Urbanowie), ISBN 978-83-7278-947-1.
- Zły wilk (Böser Wolf), Ullstein, Berlin 2012; Media Rodzina, Poznań 2014 (tłum. Anna i Miłosz Urbanowie), ISBN 978-83-7278-991-4.
- Żywi i umarli (Die Lebenden und die Toten), Ullstein, Berlin 2014; Media Rodzina, Poznań 2015 (tłum. Anna i Miłosz Urbanowie), ISBN 978-83-8008-072-0.
- W lesie (Im Wald), Ullstein Verlag, Berlin 2016; Media Rodzina, Poznań 2017 (tłum. Anna i Miłosz Urbanowie), ISBN 978-83-8008-324-0.
- Dzień Matki (Muttertag), Ullstein, Berlin 2018; Media Rodzina, Poznań 2019 (tłum. Anna i Miłosz Urbanowie), ISBN 978-83-8008-583-1.

### Książki dla młodzieży
- Das Pferd aus Frankreich, Monsenstein und Vannerdat, Münster 2007
- Elena. Wygrać z losem (Elena – ein Leben für Pferde. Gegen alle Hindernisse), Planet Girl, Stuttgart 2011; Media Rodzina, Poznań 2013 (tłum. Anna i Miłosz Urbanowie), ISBN 978-83-7278-903-7.
- Elena. Burzliwe lato (Elena – ein Leben für Pferde. Sommer der Entscheidung), Planet Girl, Stuttgart 2011; Media Rodzina, Poznań 2014 (tłum. Anna i Miłosz Urbanowie), ISBN 978-83-7278-925-9.
- Charlotte i koń marzeń (Charlottes Traumpferd), Planet Girl, Stuttgart 2012; Media Rodzina, Poznań 2015 (tłum. Anna i Miłosz Urbanowie), ISBN 978-83-8008-049-2.
- Charlotte i bolesne sekrety (Charlottes Traumpferd: Gefahr auf dem Reiterhof), Planet Girl, Stuttgart 2012; Media Rodzina, Poznań 2015 (tłum. Anna i Miłosz Urbanowie), ISBN 978-83-8008-103-1.
- Elena. Zawody i rozterki (Elena – ein Leben für Pferde. Schatten über dem Turnier), Planet Girl, 2013; Media Rodzina, Poznań 2014 (tłum. Anna i Miłosz Urbanowie), ISBN 978-83-7278-954-9.
- Elena. Tajemnica stadniny (Elena – ein Leben für Pferde. Elena, Das Geheimnis der Oaktree-Farm), Planet Girl, 2014; Media Rodzina, Poznań 2015 (tłum. Anna i Miłosz Urbanowie), ISBN 978-83-8008-040-9.
- Charlotte i nieoczekiwane odwiedziny (Charlottes Traumpferd: Ein unerwarteter Besucher), Planet Girl, Stuttgart 2014; Media Rodzina, Poznań 2016 (tłum. Anna i Miłosz Urbanowie), ISBN 978-83-8008-109-3.
- Elena – ein Leben für Pferde. Ihr größter Sieg, Planet Girl, 2015

### Audiobooki w języku polskim
- Śnieżka musi umrzeć, czyta Maja Ostaszewska, 1 płyta CD z nagraniem w formacie MP3. Media Rodzina 2013, ISBN 978-83-7278-810-8.
- Głębokie rany, czyta Maja Ostaszewska, 1 płyta CD z nagraniem w formacie MP3. Media Rodzina 2013, ISBN 978-83-7278-853-5.
- Przyjaciele po grób, czyta Maja Ostaszewska, 1 płyta CD z nagraniem w formacie MP3. Media Rodzina 2014, ISBN 978-83-7278-949-5.

### Ekranizacje powieści
- Schneewittchen muss sterben – premiera telewizyjna: luty 2013 w telewizji ZDF
- Eine unbeliebte Frau – premiera telewizyjna: maj 2013 w telewizji ZDF
- Mordsfreunde – premiera telewizyjna: październik 2014 w telewizji ZDF